# Sela pri Raki
Sela pri Raki je naselje u Općini Krško u istočnoj Sloveniji. Sela pri Raki se nalazi u pokrajini Dolenjskoj i statističkoj regiji Donjoposavskoj. 

## Stanovništvo
Prema popisu stanovništva iz 2002. godine Sela pri Raki su imala 83 stanovnika.

## Vanjske poveznice
- Satelitska snimka naselja  Arhivirana inačica izvorne stranice od 29. srpnja 2017. (Wayback Machine)